# 主格
主格（しゅかく、英語: nominative [case]、ラテン語: [casus] nominativus、フランス語: [cas] nominatif、ドイツ語: Nominativ[us]、Werfall、erster Fall）は、格のひとつであり、狭義には、対格言語における主語（自動詞文の主語および他動詞文の動作主名詞句）の格をいう。広義には、能格言語の絶対格をも nominative case という場合もある。
ドイツ語では1格(der erste Fall)、と呼ばれることがある。

## 特徴
典型的な主格は格の範疇のなかで最も無標である。多くの場合、主格形は形式の面では語幹のみからなり、接辞が付かない（ゼロ接辞が付くともいえる）。意味の面では、それ自体では他の語との関係を含意せず、単にある種の事物を指示する機能のみを持つ。この形式と意味の無標性から、主格形は辞書の見出し形や語彙素の基本形とされることが多い。英語名の nominative がそもそもはラテン語の nominativus、「命名の」という意味の形容詞に由来することからも理解されるとおり、主格形とは事物の「名前」の形なのである。そのため、しばしば呼格を兼ねる。
主格を持っていると広く認められる言語は、サンスクリット語、ラテン語、ギリシャ語、アイルランド語、ドイツ語、ルーマニア語、ロシア語、アラビア語、トルコ語、モンゴル語などであり、定義上、格体系を持つ言語のうち、純粋な能格言語以外の言語には狭義の主格があるといえる。
現代日本語の場合は、名詞に格助詞の「が」を加えた形式が主格であり、ガ格ともいう。日本語においても主格は主語を標示するが、「私は頭が痛い」「あの人は英語が話せる」「私はりんごが好きだ」などの例におけるガ格名詞句を主語とは認めない立場もあり、その場合は格形態と文法関係にずれがあることになる。なお、能動態でありながら主格が動作主等と一致しない例は他の言語にもあり、例えばイタリア語の Non mi piace lei.（私は彼女が好きではない）のような文でも、好みの対象を指示する代名詞は主格形をとる。
古典日本語の主格は助詞を伴わない形式（無標）だった。しかし、連体修飾節内の主格は連体格（属格）助詞の「が」または「の」で示されたため、のちに用言の終止形が連体形に合流したのに呼応して、連体格助詞だった「が」（一部方言では「の」）が主格の格助詞として機能するようになった。なお現代日本語では、連体修飾節内の主格は連体格助詞「の」で表示してもよく、この点は古典日本語と同様である。

## 主格補語
「AはBだ」「AはBでない」の形式の名詞文（コピュラ文）におけるBは、主語Aと同格という意味で主格補語と呼ばれ、多くの言語では主格で表される。日本語と似た文法を持つ朝鮮語でも、否定の「Bでない」には主格助詞を用いる。しかし日本語では「で」（である）あるいは「に」（なり < にあり）という、主格とは異なる助詞を用いる点で特殊である。「AはBになる」のような変化を表す文でも、Bを主格で表す言語が多いが、日本語と同じように主格と異なる格で表す言語もある。例えば、フィンランド語でこの意味の補語は変格（意味によっては部分格、様格となる場合もある）に置かれる。英語やデンマーク語では元々主格を用いていたが、目的語とみなされるようになり斜格（"me"など）に置き換えられる傾向にある。こうしたことから、主格補語ではなく主語補語と呼ぶほうが言語事実に合致し適切である。